# Glenarm

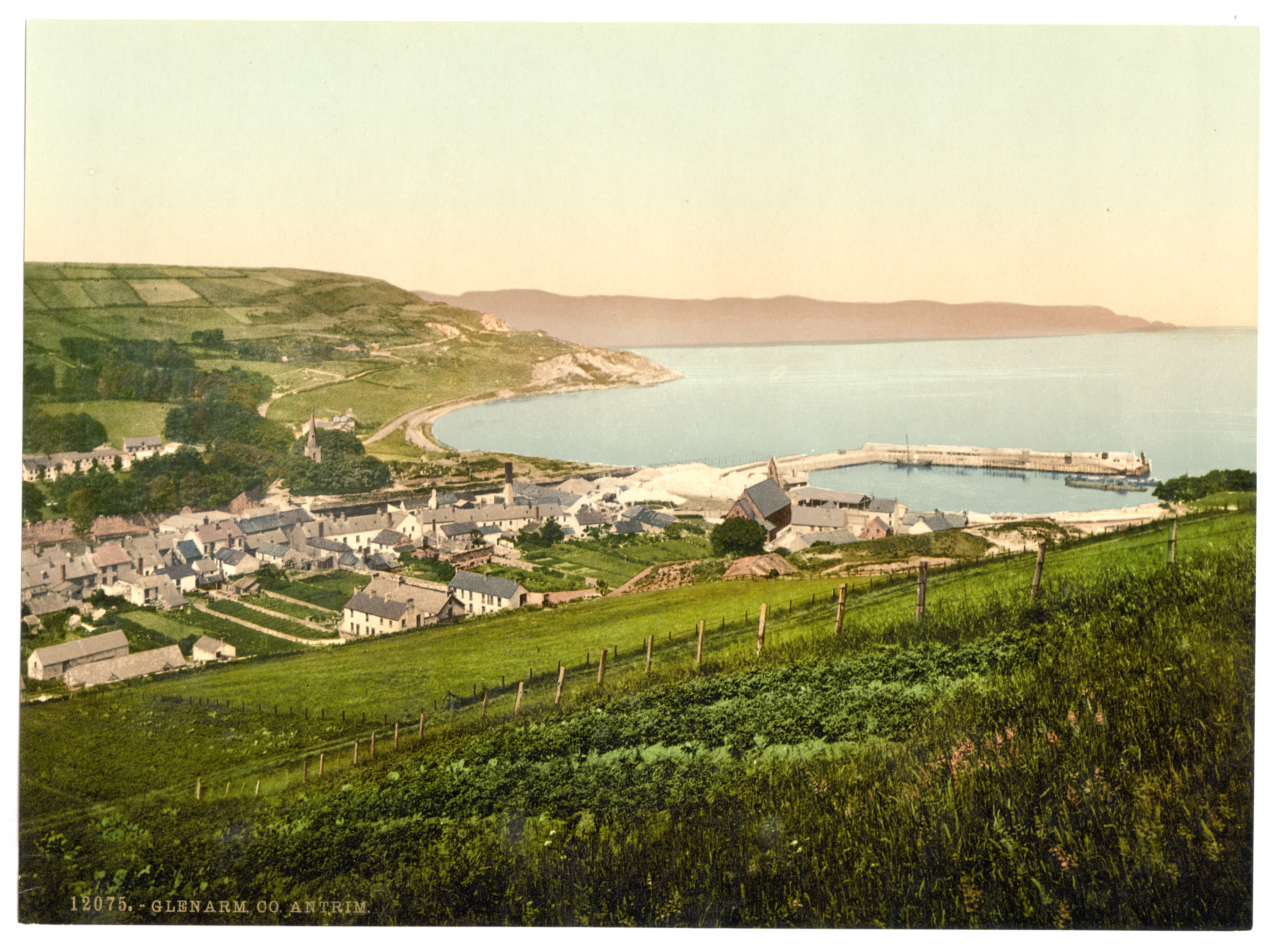
Glenarm in het laatste decennium van de 19e eeuw

Glenarm (Iers: Gleann Arma) is een plaats in het Noord-Ierse district Mid and East Antrim. Glenarm telde bij de volkstelling van 2011 1.851 inwoners. Van de bevolking is 53,4% protestant en 43,1% katholiek.
Glenarm ligt aan de kust van het North Channel ten noorden van Larne en het dorp Ballygalley, en ten zuidoosten van het nabijgelegen dorp Carnlough. Het dorp wordt bestuurd door de Mid and East Antrim Borough Council.
Glenarm ontleent zijn naam aan de vallei waarin het ligt, de meest zuidelijke van de negen Glens of Antrim. In Glenarm is in Glenarm Forest Glenarm Castle gelegen, de woning van de Graven van Antrim. De imposante ingang naar het kasteel van Glenarm, de Barbican-poort, ligt in het hart van het dorp. Het huidige kasteel dateert uit 1750, met vroege 19e-eeuwse verbouwingen. Het dorp, ontstaan rond Altmore Street en Toberwine Street, de hoofdstraat, is nu een beschermd gebied.

## Geboren in Glenarm
- Eoin MacNeill (1867 - 1945), Iers politicus en minister
- James McNeill (1869 - 1938), Iers politicus en gouverneur-generaal van de Ierse Vrijstaat
- Brian Willoughby (1949), Brits gitarist